# August Neo

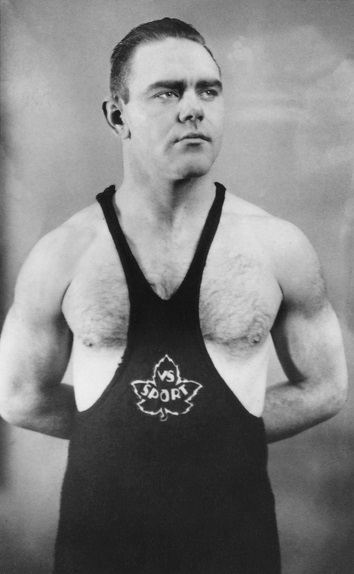
August Neo

August (Ago) Neo (* 12. Februar 1908 in Vihterpalu, Gemeinde Padise, Kreis Harju; † 19. August 1982 in Aarhus, Dänemark) war ein estnischer Ringer.

## Werdegang
Neo begann erst im Alter von 20 Jahren 1928 mit dem Ringen. Er wurde dazu durch die Olympiasiege von Osvald Käpp und Voldemar Väli animiert. Er kam schnell voran und wechselte zu „Sport“ Tallinn. Bereits 1929 gewann er zum ersten Mal eine estnische Meisterschaft, der noch elf weitere in den beiden Stilarten Freistil und griechisch-römischer Stil folgen sollten.
Sein Debüt bei internationalen Meisterschaften gab er bei den Europameisterschaften 1931 im griechisch-römischen Stil in Prag. Er gewann dabei im Halbschwergewicht einen Kampf, hatte ein Freilos und kam so auf einen guten vierten Platz. Gegen die Elite der damaligen europäischen Halbschwergewichtsringer Anton Vogedes aus Deutschland, Rudolf Svensson aus Schweden und Onni Pellinen aus Finnland musste er aber noch klare Niederlagen hinnehmen.
Zu den Olympischen Spielen 1932 in Los Angeles entsandte Estland aus finanziellen Gründen nur eine kleine Abordnung von zwei Ringern, zu denen Neo nicht gehörte. Dabei wären seine Chancen auf eine Medaille ausgezeichnet gewesen, waren doch in seiner Gewichtsklasse nur drei Teilnehmer am Start, von denen so jeder eine Medaille gewann.
Bei den Europameisterschaften 1934 startete er im Mittelgewicht und gewann die Silbermedaille. Er landete fünf Siege und verlor nur gegen Ivar Johansson aus Schweden.
Im Jahr 1935 belegte er sowohl bei den Europameisterschaften im griechisch-römischen Stil in Kopenhagen, als auch bei den Europameisterschaften im freien Stil in Brüssel im Halbschwergewicht den dritten Platz. Bei beiden Veranstaltungen unterlag er dabei dem Schweden Axel Cadier.
Auch bei den Olympischen Spielen 1936 in Berlin startete August in beiden Stilarten und war sehr erfolgreich. Im freien Stil gewann er die Silbermedaille und im griechisch-römischen  Stil die bronzene. Im freien Stil unterlag er im Endkampf Knut Fridell aus Schweden knapp nach Punkten und im griechisch-römischen  Stil verlor er gegen Edvīns Bietags aus Lettland und Axel Cadier.
Auch 1937 kämpfte Neo bei der Europameisterschaft in Paris im griechisch-römischen  Stil um den Sieg und wieder unterlag er einem schwedischen Ringer, diesmal war es Nils Åkerlindh. Bei den Europameisterschaften 1938 im heimischen Tallinn nahm er nicht teil, da er in der Ausscheidung gegen Nikolai Karklin verloren hatte.
Zum Abschluss seiner Karriere gewann er 1939 in Oslo bei den Europameisterschaften im griechisch-römischen  Stil noch einmal eine Bronzemedaille im Halbschwergewicht. Er wurde von einem Ringer der neuen Ringernation Türkei, Mustafa Çakmak, geschlagen.
Kurz vor dem Einmarsch der sowjetischen Truppen in Neos Heimatland Estland im Jahre 1940 gelang diesem die Flucht nach Schweden. Dort lebte er bis zu seinem Tod als Geschäftsmann in Stockholm.

## Internationale Erfolge
(OS = Olympische Spiele, EM = Europameisterschaft, F = Freistil, GR = griech.-röm. stil, Mi = Mittelgewicht, Hs = Halbschwergewicht, damals bis 79 kg bzw. 87 kg Körpergewicht)
- 1931, 4. Platz, EM in Prag, GR, Hs, mit Sieg über Gestwinski, Polen und Niederlagen gegen Anton Vogedes, Deutschland, Onni Pellinen, Finnland und Rudolf Svensson, Schweden;
- 1931, 2. Platz, Intern. Turnier in Malmö, GR, Hs, hinter Rudolf Svensson u. vor Einar Hansen, Dänemark;
- 1934, 2. Platz, EM in Rom, GR, Mi, mit Siegen über Viktors Kavals, Lettland, Hans Stiedl, Österreich, Ivar Karlsen, Norwegen, László Papp, Ungarn, Arvi Pikkusaari, Finnland und einer Niederlage gegen Ivar Johansson, Schweden;
- 1935, 3. Platz, EM in Kopenhagen, GR, Hs, mit Siegen über Ede Virágh-Ebner, Ungarn, Isak Paikin, Dänemark und Edvīns Bietags, Lettland und einer Niederlage gegen Axel Cadier, Schweden;
- 1935, 3. Platz, EM in Brüssel, F, Hs, mit Siegen über Émile Poilvé, Frankreich, Fabio Del Genovese, Italien, Paul Dätwyler, Schweiz und Hubert Prokop, Tschechoslowakei und einer Niederlage gegen Axel Cadier;
- 1936, Silbermedaille, OS in Berlin, F, Hs, mit Siegen über Ede Virágh-Ebner, Ray Clemons, USA, Paul Dätwyler und Erich Siebert, Deutschland und einer Niederlage gegen Knut Fridell, Schweden;
- 1936, Bronzemedaille, OS in Berlin, GR, Hs, mit Siegen über Umberto Silvestri, Italien und Franz Foidl, Österreich und Niederlagen gegen Edvīns Bietags und Axel Cadier;
- 1937, 2. Platz, EM in Paris, GR, Hs, mit Siegen über Franz Aumeier, Österreich, N. Pélissier, Belgien, Elmer Härmä, Finnland, Werner Seelenbinder, Deutschland und Niederlagen gegen Umberto Silvestri und Nils Åkerlindh, Schweden;
- 1939, 3. Platz, EM in Oslo, Gr, Hs, mit Siegen über Mikko Mansikka, Finnland, Karl Ehret, Deutschland und Edvīns Bietags und einer Niederlage gegen Mustafa Çakmak, Türkei